# Manassès III de Rethel
Manassès III, mort peu après 1080, fut comte de Rethel durant le Xe siècle. 
Il était probablement fils de Manassès II, comte de Rethel, et de Judith de Roucy.

## Biographie
On ne sait que peu de choses sur ce comte, qui est régulièrement cité entre 1048 et 1081.

## Mariage
Il épousa une Judith dont on n'est assuré que du prénom. Chronologiquement elle serait née vers 1010/20. Plusieurs hypothèses ont été proposées pour préciser son origine :
- Judith de Roucy : les Genealogiciæ Scriptoris Fusniacensis citent une Judith, épouse de Manassès de Rethel, comme sœur des comtes Ebles Ier de Roucy et de Letald de Marle. La Chronique d'Albéric des Trois Fontaines (rédigée en 1119) la qualifie de "mère de Hugues, comte de Rethel". Mais le père d'Ebles de Roucy est forcément mort avant l'an mil, et cette proposition est chronologiquement impossible, le chroniqueur ayant probablement confondu les Manassès, cette Judith de Roucy étant plutôt l'épouse de Manassès II ;
- Judith de Boulogne, fille d'Eustache Ier, comte de Boulogne et de Mathilde de Louvain : cette identification fut proposée pour explique le lien de cousinage entre les rois Baudouin Ier et Baudouin II de Jérusalem. Mais, outre le fait que la Genealogica comitum Boloniensium ne mentionne pas l'existence de cette fille, une autre explication est possible (par l'hypothèse suivante, ou par Doda, femme de Godefroy II qui serait fille de Manasses II de Rethel) ;
- Judith de Lotharingie : le commentaire de Li Estoire de Jerusalem et d'Antioche, rédigée au XIIIe siècle, indique que Manassès était marié à une fille de Godefroy II, duc de Basse Lotharingie. Cela expliquerait la parenté entre les deux Baudouin de Jérusalem, ainsi que l'implication du duc Godefroy dans une donation de Manassès[3].

Actuellement, l'hypothèse qui paraît la plus probable est celle de Judith de Lotharingie.

## Enfants
Manassès et Judith ont eu pour enfants :
- peut-être un Renaud[3]. Ce fils s'il a existé, serait mort entre 1066 et 1081 ;
- Hugues Ier († 1118), duc de Rethel ;
- Manassès, cité en 1095 ;
- Jutta, abbesse de Bethany.